# Massimiliano Frezzato
Massimiliano Frezzato (Turim, 12 de maio de 1967 – 21 de outubro de 2024) foi um desenhista e roteirista de histórias em quadrinhos italiano. Sua série mais famosa é Il Custodi del Maser (O Guardião do Maser), cuja primeira parte foi publicada em português na extinta versão brasileira da revista Heavy Metal.
Entre as influências de Frezzato, estão artistas como Moebius, Enki Bilal, Tanino Liberatore, Hayao Miyazaki e Katsuhiro Otomo.

## Bibliografia

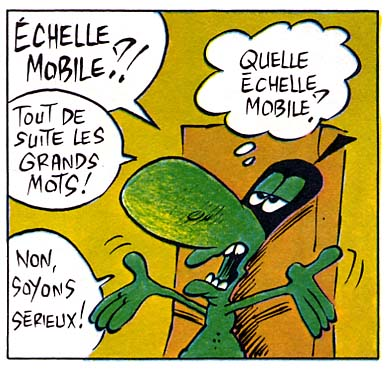
Le Concombre Masqué

### Traduções para o inglês
Edições de capa dura por Heavy Metal
- Guardiões da Série Maser
  - Second Moon (52 páginas, 1997, ISBN 1-882931-24-6)
  - Isle of Dwarves (64 páginas, 1998, ISBN 1-882931-36-X)
  - Eye of the Sea (1999, ISBN 1-882931-44-0)
  - The Iron Tower (2000, ISBN 1-882931-61-0)
  - The Edge of the World (64 páginas, 2003, ISBN 1-882931-84-X)
  - The Lost Village (52 páginas, 2005, ISBN 1-932413-35-9)
  - The Young Queen (roteiro de Massimiliano Frezzato, arte de Fabio Ruotolo) (2007, ISBN 978-1-932413-71-7)
- Outros trabalhos:
  - Frezzato Sketchbooks (46 páginas, 2002, ISBN 1-882931-77-7)

Trabalhos publicados na Heavy Metal Magazine (incluindo edições especiais)
- Histórias:
  - Margot: Queen Of The Night (Jerome Charyn and Massimiliano Frezzato) (63 páginas, 1995-Overdrive Special - Vol. 9 No. 1)
  - The Keepers Of The Maser (1): The Second Moon (Massimiliano Frezzato) (44 páginas, 1997-Março - Vol. 21 No. 1)
  - The Keepers Of The Maser 2: The Isle of Dwarves (44 páginas, 1998-Spring special - Vol. 12 No. 1)
  - The Keepers Of The Maser: Kolony: The Essential Survival Guide (44 páginas, 1998-especial de primavera - Vol. 12 No. 1)
  - The Keepers Of The Maser 3: Eye Of The Sea (Massimiliano Frezzato e Nikita Mandryka) (44 páginas, 1999-Julho - Vol. 22 No. 3)
  - The Keepers Of The Maser 4: The Iron Tower (Massimiliano Frezzato e Nikita Mandryka) (44 páginas, 2000-Novembro - Vol. 24 No. 5)
  - The Keepers Of The Maser 5: The Edge Of The World (Massimiliano Frezzato e Nikita Mandryka) (44 páginas, 2003-Maio - Vol. 27 No. 2)
  - The Keepers Of The Maser 6: The Lost Village (Massimiliano Frezzato e Nikita Mandryka) (51 páginas, 2005-Setembro - Vol. 29 No. 4)
  - The Keepers Of The Maser 7: The Young Queen (Massimiliano Frezzato e Fabio Ruotolo) (44 páginas, especial de primavera de 2007 - Vol. 21 No. 1)
- Short stories
  - Dear Enemy (9 páginas, 1996 - Jan. - Vol. 19 No. 6)
  - The Pleasure Of Love (5 páginas, 1996 - Nov. - Vol. 20 No. 5)
  - Pee Pee (4 páginas, 1996 - Nov. - Vol. 20 No. 5)
  - Dog Face (5 páginas, 1997 - Mai. - Vol. 21 No. 2)
  - The Last Resource (3 páginas, 1997 - 20 Anos - Especial de Outono - Vol. 11 No. 2)
  - Tip-In Series No. 17 (1 página, 2004 - Mai. - Vol. 28 No. 2)

### Obras em inglês
- Wolverine annual 1999. Arte da segunda história, Beer Run, escrita por Marc Andreyko.